# Sörsjön (Skogs socken, Hälsingland)
Sörsjön är en sjö i Söderhamns kommun i Hälsingland och ingår i Skärjåns huvudavrinningsområde. Sjön är 3 meter djup, har en yta på 0,674 kvadratkilometer och befinner sig 67,1 meter över havet. Sjön avvattnas av vattendraget Östbyån.

## Delavrinningsområde
Sörsjön ingår i det delavrinningsområde (677674-155314) som SMHI kallar för Utloppet av Sörsjön. Medelhöjden är 77 meter över havet och ytan är 2,76 kvadratkilometer. Räknas de 8 avrinningsområdena uppströms in blir den ackumulerade arean 49,11 kvadratkilometer. Östbyån som avvattnar avrinningsområdet har biflödesordning 2, vilket innebär att vattnet flödar genom totalt 2 vattendrag innan det når havet efter 31 kilometer. Avrinningsområdet består mestadels av skog (71 procent). Avrinningsområdet har 0,66 kvadratkilometer vattenytor vilket ger det en sjöprocent på 23,8 procent.